# Marie-Joseph Bissonnier
Marie-Joseph Bissonnier, né le 25 décembre 1940 à Cerdon (Loiret) et mort le 27 juin 2023 à Dinard, est un homme politique français membre du RPR puis de l'UMP. À la suite des élections cantonales de 2001, il devient président du conseil général d'Ille-et-Vilaine, succédant à Pierre Méhaignerie.

## Biographie
Chirurgien-dentiste de profession, Marie-Joseph Bissonnier est élu conseiller général du Canton de Plélan-le-Grand en 1979 et est maire de Plélan-le-Grand de 1977 à 1995. Il se présente aux élections sénatoriales de 1998 avec notamment Claude Champaud, Georges Magnant et Marie Daugan, mais la liste ne parviendra pas à obtenir d'élus, les grands électeurs préférant une autre liste de droite menée par Patrick Lassourd, Michel Esneu, Philippe Nogrix et Yves Fréville.
Marie-Joseph Bissonnier est  président (UMP) du conseil général d'Ille-et-Vilaine de 2001 à 2004. Il est choisi par son prédécesseur Pierre Méhaignerie frappé par le cumul des mandats, celui-ci préférant ses mandats de député et maire de Vitré. Lors des élections cantonales de 2004, Marie-Joseph Bissonnier est battu dans son canton par une jeune militante socialiste. La gauche est désormais majoritaire au sein de l'assemblée départementale, le socialiste Jean-Louis Tourenne lui succède à la tête du conseil général d'Ille-et-Vilaine.

## Distinctions
Il est élevé au grade de chevalier de la Légion d'honneur le 13 juillet 2004 par décret du Premier ministre.
Il est également chevalier de l'ordre du mérite agricole

## Mandats électoraux
- Maire de Plélan-le-Grand de 1977 à 1995.
- Conseiller général du canton de Plélan-le-Grand de 1979 à 2004.
- Président du conseil départemental d'Ille-et-Vilaine de 2001 à 2004.